# NGC 3106
NGC 3106 (również PGC 29196 lub UGC 5419) – galaktyka spiralna (SAab), znajdująca się w gwiazdozbiorze Małego Lwa. Odkrył ją William Herschel 13 marca 1785 roku. Jest to galaktyka z aktywnym jądrem typu LINER.
W galaktyce tej zaobserwowano supernowe SN 1983J i SN 2009gt.